# Lac de Kremastá
Le lac de Kremastá (en grec moderne : Λίμνη Κρεμαστών) est le plus grand lac artificiel de Grèce. Il a été créé à la suite de la construction du barrage de Kremastá en 1965 et concentre les eaux de quatre rivières : l'Acheloos, l'Agrafiotis, le Megdovas et le Trikeriotis.
Il contient un volume d'eau de l'ordre de 3,8 km3. Il sert à prévenir les inondations de l'Acheloos et approvisionne le pays en électricité. Le barrage est la plus grande station de production d'hydroélectricité de Grèce, avec une production de 437,2 MW. Il est la propriété de la Dimósia Epichírisi Ilektrismoú. Lors de sa construction, il représentait le plus grand projet hydroélectrique d'Europe.
Le lac est situé à la frontière de l'Étolie-Acarnanie et de l'Eurytanie. Deux ponts le traversent. En pénétrant dans les anciens lits des quatre cours d'eau, il forme des canyons immergés avec de nombreuses petites îles.

## Référence
- (en) Cet article est partiellement ou en totalité issu de l’article de Wikipédia en anglais intitulé « Kremasta (lake) » (voir la liste des auteurs).